# Kamtsjatka (schiereiland)
Het schiereiland Kamtsjatka (Russisch: Камчатка) ligt in het oosten van het Russische Verre Oosten tussen de Zee van Ochotsk in het westen en de Beringzee in het oosten.
Het maakt sinds juli 2007 bestuurlijk deel uit van de kraj Kamtsjatka, waartoe ook de Komandorski-eilanden en Karaginski-eiland behoren. Daarvoor was het onderverdeeld in de oblast Kamtsjatka in het zuiden en het daaronder vallende autonome district Korjakië in het noorden.
Kamtsjatka ligt in een tijdzone die negen uur voorloopt op Moskoutijd. 

## Geografie
Het schiereiland heeft een oppervlakte van ongeveer 472.300 km² (iets kleiner dan Spanje en iets groter dan Zweden), waarmee Kamtsjatka het grootste schiereiland is van Oost-Azië. Het schiereiland steekt vanuit Oost-Siberië ongeveer 1250 kilometer de Stille Oceaan in en is tot 450 kilometer breed. Naar het zuiden toe vormt de eilandenketen de Koerilen de verlenging naar Japan. Direct ten oosten van het schiereiland strekt de langgerekte Koerilentrog zich uit.
Aan de oostzijde is het schiereiland erg grillig, met vele grote baaien en golven (Kamtsjatka, Kronotski, Ozjerny, Karaginski en Korfa) en kleinere baaien (bijvoorbeeld Avatsja, Karaga en Ossora). Tussen deze baaien steken zich rotsachtige schiereilanden uit (Sjipoenski, Kamtsjatski, Kronotski en Ozernoj). De zuidelijkste punt wordt gevormd door Kaap Lopatka.
Ten oosten van het schiereiland stroomt de Kamtsjatkastroom naar het zuiden en ten westen de West-Kamtsjatkastroom naar het noorden. Ten westen van het schiereiland ligt de Ochotskgyre.
Het schiereiland is geologisch gezien jong. De Pacifische Plaat drukt zich hier over een breed front  met een snelheid van 7 tot 8,5 centimeter per jaar onder de Ochotskplaat. Hierbij wordt het schiereiland omhoog gedrukt.
Kamtsjatka telt ongeveer 160 vulkanen, waarvan er 28 actief zijn en deel uitmaken van de Ring van Vuur. Jaarlijks barsten gemiddeld zes vulkanen uit. De hoogste berg is de actieve stratovulkaan Kljoetsjevskaja Sopka met 4750 meter, die tevens het hoogste punt vormt van Rusland buiten de Grote Kaukasus. Naast vulkanen bevinden zich vele geothermische velden en heetwaterbronnen op het schiereiland, waaronder veel geisers. Bekend zijn de "Vallei van de Geisers" (onderdeel van het biosfeerreservaat zapovednik Kronotski) en de "Kleine Vallei van de Geisers".
De vulkanen en geisers van het schiereiland zijn opgenomen als werelderfgoedmonument onder de naam Vulkanen van Kamtsjatka, een gebied dat ongeveer 27% van de oppervlakte van het schiereiland omvat. In het zuiden en midden van Kamtsjatka bevinden zich twee zapovedniks: Kronotski en Kommandorski, een zakaznik: Joezjno-Kamtsjatski en vijf natuurparken, waaronder Bystrinski, Kljoetsji en Nalytsjevo.
Over het schiereiland lopen drie grote bergketens; het Centraal Gebergte loopt vanuit het zuiden parallel aan de lengterichting over het centrale deel naar het noorden en wordt daar opgevolgd door het Korjakengebergte, dat onderdeel vormt van het Oost-Siberisch Bergland. Ten oosten van het Centraal Gebergte loopt het Oostelijk Gebergte eveneens in de lengterichting over het zuidelijke deel.
De grootste rivier is de 758 kilometer lange Kamtsjatka (waarnaar het schiereiland is vernoemd), die ten oosten van het Centraal Gebergte en ten noorden van het Oostelijk gebergte over het Laagland van Centraal-Kamtsjatka naar de oostkust stroomt in het centrale deel. Andere grote rivieren op het schiereiland zijn de Penzjina in het noorden en de Bystraja en de Avatsja in het zuiden.
Er is een zeer rijke plantengroei en dierenwereld, met veel soorten die alleen op Kamtsjatka voorkomen. In de lage vlakke delen vindt men half open loof- en naaldbossen, op de hogere hellingen afwisselend struik- en toendra-vegetaties en wilde bloemen. Tot de plaatselijke fauna behoren dieren als kamtsjatkabeer, wolf, marmot, lynx, rendier en sabeldier. In de nazomer zwemmen zalmen in groten getale de ontelbare beekjes en riviertjes op om zich daar voort te planten.

## Bevolking
Het schiereiland is zeer dunbevolkt. De grootste woongebieden liggen rond de Avatsjabaai, een van de grootste natuurlijke havens ter wereld, in het zuidoostelijk deel. Ten noorden hiervan strekt de grote havenstad Petropavlovsk-Kamtsjatski zich uit, waar de helft van de bevolking woont. De andere twee steden op het schiereiland, Jelizovo en de gesloten stad Viljoetsjinsk, liggen respectievelijk ten westen en ten zuiden van de Avatsjabaai. Over het schiereiland loopt een weg naar het centrale deel van het eiland.
Op het schiereiland wonen verschillende inheemse volken die vroeger werden aangeduid als Kamtsjadalen (meestal Itelmenen). Er leidt geen enkele weg naar het schiereiland. Het kan enkel via het water en via de lucht bereikt worden.

## Geschiedenis
De eerste mensen kwamen rond 4000 tot 3000 v. Chr. naar Kamtsjatka. Aan het einde van de 17e eeuw bereikten de eerste Siberische Kozakken het gebied, waarmee de Russische kolonisatie werd ingezet. Lange tijd bleef de Russische bewoning beperkt tot enkele forten en de plaats Petropavlovsk rond de Avatsjabaai. Na een korte periode van wisselend Japans en Russisch bestuur in de Russische Burgeroorlog is het schiereiland stevig in Russische handen. In de Sovjetperiode werd het van 1945 tot 1991 een gesloten gebied voor buitenstaanders wegens de militaire bases. Sinds de val van de Sovjet-Unie is de bevolking afgenomen. Het toerisme is sinds de openstelling begin jaren 90 van grotere betekenis geworden, maar is mede vanwege de afstand tot Europa en Noord-Amerika nog steeds zeer klein. Op 30 juli 2025 werd het schiereiland opgeschud door een zeer krachtige aardbeving van magnitude 8.8. Er was ook een tsunami.

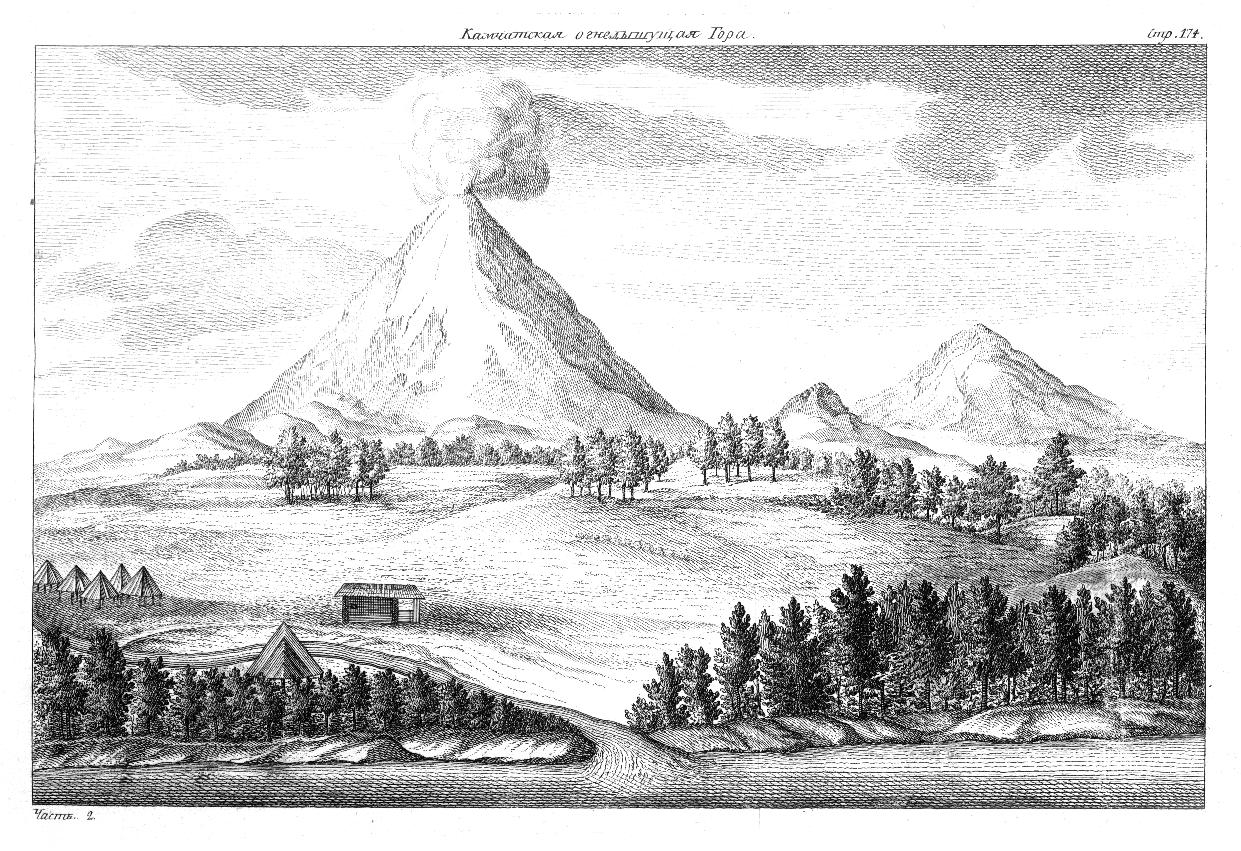
Illustratie uit het Verhalingen van het land Kamtsjatka (Stepan Krasjeninnikov, 1755)
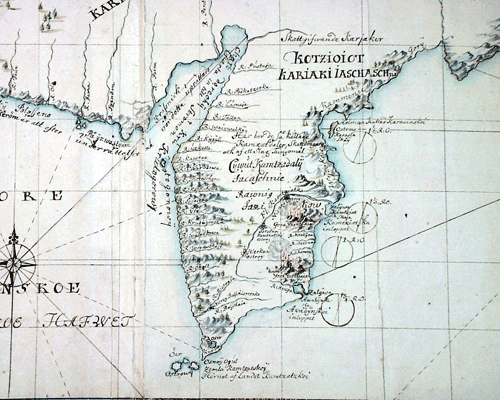
Kaart van Kamtsjatka door Vitus Bering gemaakt tijdens zijn Tweede Kamtsjatka-expeditie

## Galerij

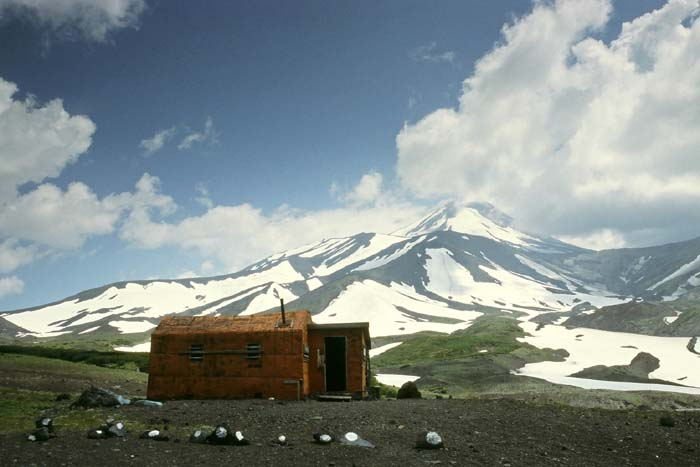
Basiskamp voor de Avatsjinskaja Sopka, een van de vele vulkanen
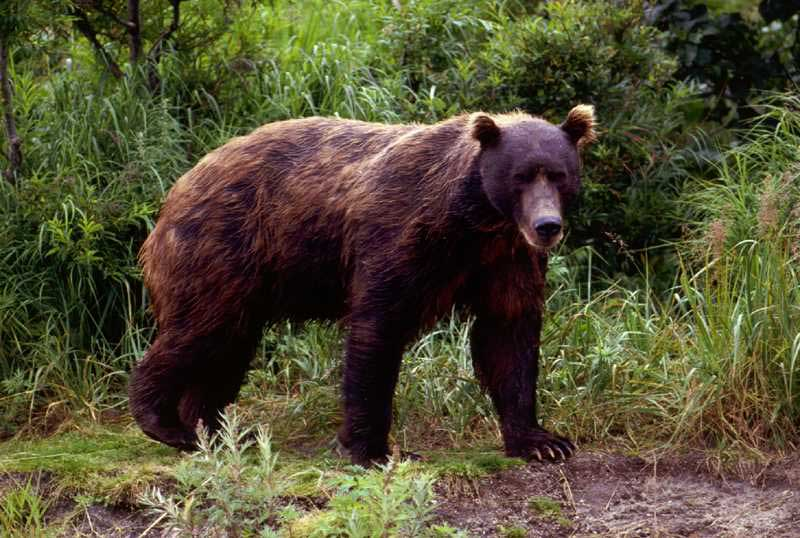
Een bruine beer op Kamtsjatka
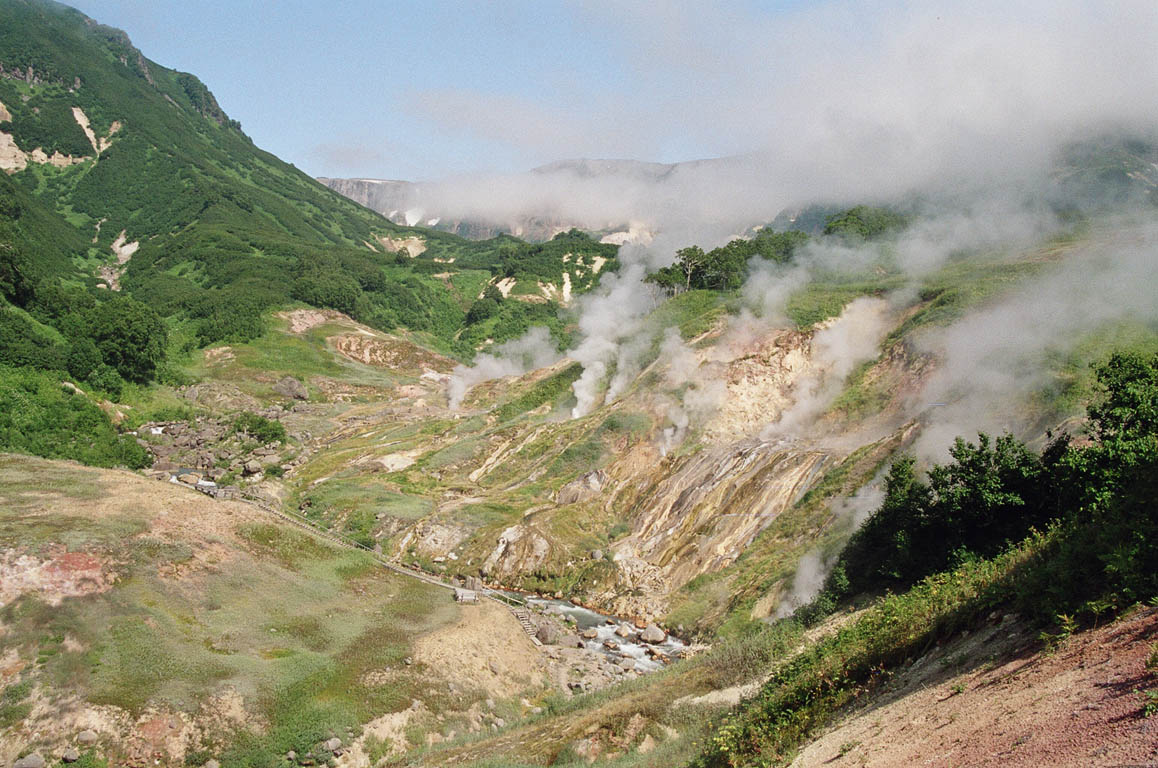
De Vallei van de Geisers, die in 2007 gedeeltelijk werd verwoest door een aardverschuiving
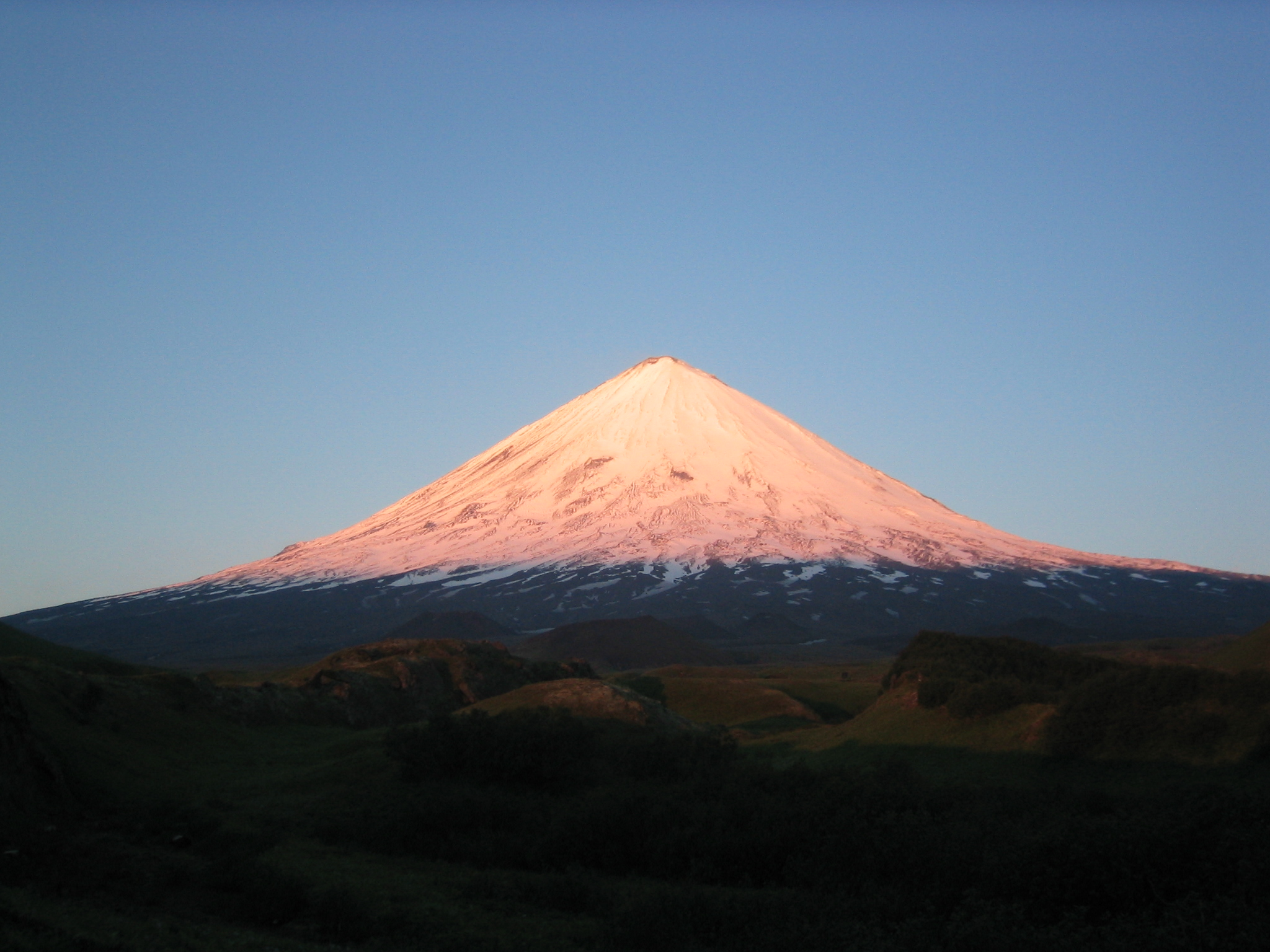
De Kljoetsjevskaja Sopka, een van de vele vulkanen